# Læreruddannelserne Metropol
Læreruddannelsen, Campus Nyelandsvej er en del af Københavns Professionshøjskole, som indtil 1. september 2009 hed Frederiksberg Seminarium og senere Professionshøjskolen Metropol.
Frederiksberg Seminarium blev grundlagt i 1919 som KFUM-seminarium. I 1934 flyttede seminariet ind på den nuværende adresse på Nyelandsvej 27. Hellerup Seminarium betragtedes som en filial i de år, det bestod som KFUM's andet seminarium.
Læreruddannelsen udbyder forskellige uddannelser rettet mod undervisning:
- Læreruddannelse
- Meritlæreruddannelse
- Efter- og videreuddannelse

## Forstandere
- 1919-1946 Alfred Christiansen (1889-1946)
- 1947-1961 Aage Nørfelt (1905-2007)
- 1961-1985 Frants Hansen (1916-1996)
- 1986-1992 Torben Krogh (var rektor for Hellerup Seminarium 1970-1985)
- 1993-2012 Thøger Johnsen (var rektor frem til 2009 hvor titlen skiftede til "Institutchef")

## Kendte studerende
- Kim Larsen
- Pernille Frahm